# St Andrews (Hamilton)
St Andrews est une banlieue du nord-ouest de Hamilton, dans l’Île du Nord de la Nouvelle-Zélande.

## Situation
St Andrews est limitée au nord par la banlieue de Flagstaff, au nord-est par celle d’Harrowfield, à l’est par la ville de Queenwood, au sud-est par Chartwell, au sud par Beerescourt, au sud-ouest par Forest Lake, à l’ouest par la banlieue de Te Rapa et au nord-ouest par Pukete.

## Installations
Une de ses principales caractéristiques est la présence d’un parcours de golf de 18 trous, construit sur l’ancienne plaine d’inondation de la berge ouest du fleuve Waikato. Cette zone était régulièrement inondée avant la construction du barrage de HEP, situé plus loin en amont du trajet du fleuve.

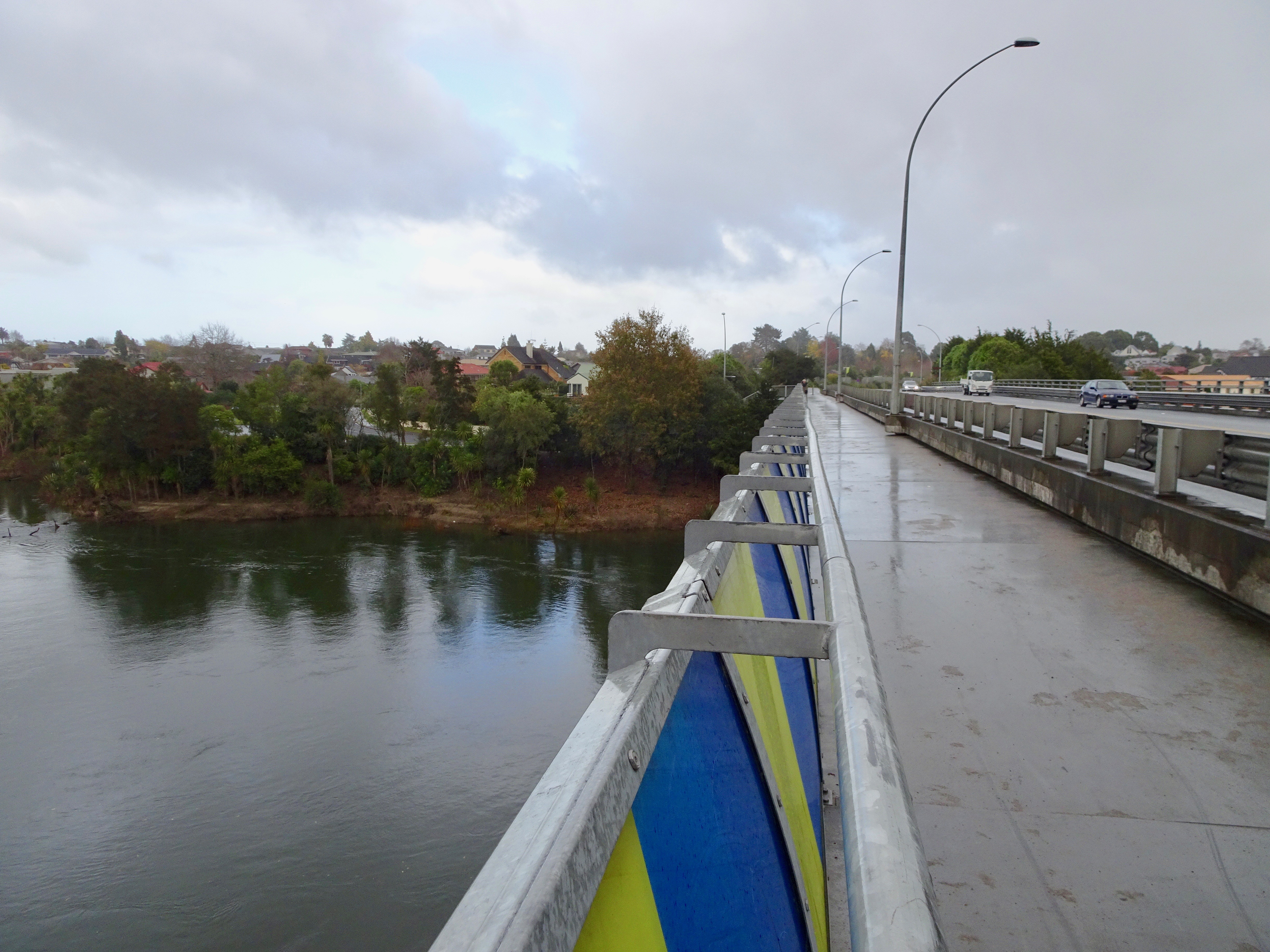
St Andrews vu à partir du pont de Pukete Bridge